# Mohelno
Mohelno (německy Mohleno) je městys v okrese Třebíč v Kraji Vysočina. Mohelno se nachází asi třicet kilometrů jihovýchodně od města Třebíč a jedenáct kilometrů jižně od města Náměšť nad Oslavou. Žije zde přibližně 1 400 obyvatel.
Sousedními obcemi sídla jsou Senorady, Kuroslepy, Dukovany, Kladeruby nad Oslavou, Lhánice, Slavětice a Kramolín.

## Název
Jméno sídla je původem přídavné jméno mogylno ("mohylné", tj. místo) označující místo, kde se vyskytovaly mohyly. Z roku 1286 ojediněle doložen tvar Mohylnice (zapsáno jako Mohilniche). Podoby s -y- doloženy ještě v 16. století, ale už od 14. století se objevují varianty s -e-. Střídání těchto hlásek zřejmě není nářeční, nýbrž souvisí s neslovanským původem slova mohyla (-e- mají místní jména odvozená od slova mohyla i mimo oblast středomoravských nářečí (mj. v Čechách)).

## Geografie
Ze severu na jih prochází přes území obce silnice II/392 z Březníku do Dukovan a k silnici II/152, na východ ze zastavěného území obce vychází silnice do Senorad a užitková silnice do Lhánic, na západ pak silnice do Kramolína. Podél severní hranice území obce vede na západ ze silnice II/392 silnice do Kladerub nad Oslavou, severně od zastavěného území obce vede na západ užitková silnice k rybníkům Chobot a Mančalov. Na jih ze zastavěného území obce vedou silnice k NPR Mohelenská hadcová step a k vodní elektrárně Mohelno, k přehradní hrázi a bývalé Papírně. Jižně ze silnice II/392 vychází silnice k rekreačnímu středisku Fiola v údolí Jihlavy. Ze západu na východ přes území obce vedou Pivovarská cyklostezka, Energetická cyklostezka a cyklostezka 403, ze severu na jih vedou cyklostezky 5106 a Mlynářská cyklostezka. Na severní hranici území obce vede v údolí Oslavy cyklostezka 5181. Přes území obce vede modrá turistická stezka, ta vede pod Mohelenskou stepí a dál na východ k rozhledně Babylon, po levém břehu řeky Jihlavy na jižní hranici území obce vede červená turistická stezka a na západním okraji území obce se nad údolím řeky Jihlavy dotýká hranice žlutá turistická stezka. Přes severní výspu území obce prochází zelená turistická stezka přes Skřipinu, těsně za severní hranicí území obce prochází v údolí Oslavy červená turistická stezka. V NPR Mohelenská hadcová step a jejím blízkém okolí vede naučná stezka Mohelenská hadcová step. 
Většina území obce je využívána zemědělsky, zvláště oblasti v širším okolí zastavěného území obce. Severní část území obce kolem rybníka Kočičák a část nacházející se v PR Údolí Oslavy a Chvojnice směrem do údolí Oslavy je také zalesněna. Zalesněný je i západní okraj území obce spadající do tratě Zelený les, stejně tak je zalesněná oblast západní výspa a jižní část území obce v údolí Jihlavy. Mohelenská hadcová step není zalesněná, ale je pokryta hadcovou stepí a je chráněná jako NPR. Na jižní hranici území obce se nachází areál Vodní elektrárny Mohelno s hrází, na severním okraji zastavěného území obce se nachází areál Horáckého kovodružstva Třebíč, severně od zastavěného území obce se nachází průmyslový areál společností Agro Mohelno a Kavyl. 
Podél části severní hranice území v údolí na tzv. Skřipině vede řeka Oslava, západně od území obce pramení Skřipinský potok, ten nadále teče východně protéká přes rybníky Tlustý a Mančalov, tam do něj ústí Mančalovský potok, který pramení pod kopcem Mančalov a teče východně, Skřipinský potok dále teče východně přes rybníky Chobot a Kočičák, pak do něj ústí nepojmenovaný potok a pak tvoří část severní hranice a na Skřipině ústí do Oslavy. Pod Zeleným kopcem západně od území obce pramení potok Štenkrava, ten teče východně přes území obce, protéká přes menší rybník a těsně za hranicí obce ve Lhánicích ústí do Mohelničky. Západně od území obce pod Zeleným kopcem pramení i potok Mohelnička, ten také teče východně přes rybníky Cenklov a Suchánek a následně protéká přes zastavěné území obce a následně teče přes Lhánice a pak jižně, kde po pár stovkách metrech ústí do Jihlavy. Jižní hranice území obce je tvořena hlubokým údolím Jihlavy a vodní nádrží Mohelno. Západně od zastavěného území obce se nachází někdejší rybník Jezero.
Většina území obce leží v mírně zvlněné krajině, která se nachází mezi 350–400 metry nad mořem, západní a jižní část je tvořena hlubokým údolím Jihlavy, které je z části zaplaveno vodní nádrží Mohelno, která dosahuje nadmořské výšky cca 300 metrů nad mořem, řeka Jihlava pak dosahuje cca 275 metry nad mořem. Severní okraj území obce je tvořen údolím Oslavy, ta dosahuje cca 275 metry nad mořem.Jižně od zastavěné části obce se nachází kopcovitá hadcová step s mnoha skalními útvary. Na jihozápadním okraji území obce se nachází kopce Staré hory (366 m) a Na Čihadle (377 m), těsně za severovýchodní hranicí území obce se nachází kopec Na Skřipině (369 m), těsně za západní hranicí území obce se nachází Zelený kopec (491 m) s rozhlednou Babylon. 
Zastavěné území obce se nachází téměř uprostřed hlavní části území obce, severně a západně vychází z hlavní části území obce výspy, severně od zastavěného území obce se nachází průmyslový areál, na severním okraji území obce se nachází hradiště Skřipina, na jihovýchodním okraji území obce se nachází v údolí Jihlavy rekreační středisko a veřejné tábořiště Mohelno, na jižním okraji území obce se nachází v údolí malá chatová oblast. Jižně pod silnicí II/392 se nachází Mohelský mlýn a malou vodní elektrárnou. Jihovýchodně od zastavěné části území obce se nachází bývalá Papírna, která dnes slouží jako rekreační středisko, dále pak i areál vodní elektrárny Mohelno. 
Jižně od zastavěného území obce se nachází NPR Mohelenská hadcová step, jihozápadně pak PR U Jezera a na severním okraji území obce se nachází PR Údolí Oslavy a Chvojnice. V údolí Jihlavy u areálu vodní elektrárny se nachází památný strom Lípa pod Mohelenskou stepí, v zastavěném území obce pak Strom tisíciletí. U hadcové stepi se nachází Mohylové pohřebiště Mohelno.

## Historie
V paleolitu bylo dokázáno osídlení několika lokalit v okolí Mohelna, např. jsou doloženy nálezy na trati Boleniska na táhlém návrší východně od obce. Jde o jednu z největších mladopaleolitických lokalit na Moravě patřící do szeletienu-bohunicienu (cca 40 000-35 000 let př. n. l.).
Další nálezy kamenných artefaktů z doby aurignacienu proběhly na trati Mančalov. Na břehu mohelenské přehradní nádrže v trati Plevovce byly nalezeny stopy kamenných podlah dočasných obydlí – jedny z vůbec nejstarších lidských staveb ve střední Evropě datovaných přibližně 21 tisíc let př. n. l.
Nedaleko Mohelna na břehu Dalešické přehrady byly v 21. století odkryty pozůstatky a základy domů z doby kolem 23 tisíc let př. n. l. Celkem byly mezi lety 2013 a 2022 odkryty 4 domy a přibližně 20 tisíc předmětů. Domy mají v průměru kolem 3 metrů a jsou uspořádány do půlkruhového tvaru. Z toho archeologové usuzují, že by mělo jít o sezonně využívanou osadu.
Již ve 12. století se na místě obce nacházelo opevněné místo, první písemná zmínka o obci pochází z roku 1234 (ecclesie de Mohiln), v letech 1237–1349 v Mohelně sídlil královský purkrabí a byly zde župní úřady. Roku 1350 vlastnil Mohelno hrabě Purkart, v roce 1358 pak získal Mohelno Čeněk z Lípy a prodal je Vaňkovi z Potštejna. Po jeho smrti pak Mohelno zabral markrabě Jan a to roku 1368 zaměnil s Jindřichem z Vartenberka, ten však roku 1379 prodal městečko Albertovi z Cimburka, ale Albert hned roku 1381 předal svým bratrům veškeré majetky na Mohelně, nicméně roku 1398 pak prodal Mohelno Janovi a Jindřichovi z Meziříčí. Po jejich smrti chtěl majetky získat právoplatně Lacek z Kravař, ale to nešlo, neboť je násilím až do roku 1409 ovládal Leva z Náchoda. Po tomto roce se předlužený statek prodal mnoha menším majitelům. Dalším majitelem celého městečka byl Petr Gewczer, který vlastnil městečko až do smrti v roce 1446, po něm zdědily Mohelno jeho tři dcery s manžely, kdy až do roku 1508 probíhaly spory o majetek, v roce 1508 skoupil větší část městečka Zbyněk z Králic, ten v roce 1510 skoupil i druhou polovinu městečka společně se svým bratrancem Vítem z Králic a pak roku 1512 se spojili i s Vilémem z Pernštejna.
Zbyněk i Vít z Králic brzy zemřeli a jejich majetek zdědil Vilém z Pernštejna, který je přenechal svému synovi Janovi z Pernštejna, až v roce 1522 byly k Mohelnu opět připojeny vesnice Lhánice, Kladeruby, Kramolín, Březník, Kuroslepy a Popůvky, téhož roku však Jan z Pernštejna prodal Jedov a v roce 1527 i ostatní majetky v Mohelně a okolí Václavovi z Lomnice a na Náměšti a Mohelno se stalo součástí náměšťského panství.
V roce 1536 Václav zemřel a náměšťské panství zdědili jeho synové Znat a Oldřich, Oldřich po smrti Znata se stal majitelem celého panství a značně jej rozšířil, zemřel v roce 1567 a panství zdědil Jan starší ze Žerotína, po jeho smrti zdědil majetek Karel ze Žerotína a náměšťské panství svěřil Janovi Divišovi, ten zemřel v roce 1616, v tu dobu panství opět spravoval Karel ze Žerotína. V roce 1628 byl Karel vyhnán a byl donucen prodat panství Albrechtovi Fridlantskému a Žanaskému, ten však v tom samém roce prodal panství Janovi Baptistovi z Verdenberka. V roce 1743 pak zakoupila panství Františka z Kufštejna a posléze v roce 1752 zakoupili panství Haugvicové, kteří vlastnili panství až do zrušení šlechtických nároků.
V roce 1900 byla v obci otevřena četnická stanice, po roce 1945 Sbor národní bezpečnosti. V roce 1885 byla v obci otevřena pošta, v roce 1897 záložna, v roce 1930 i filiálka městské spořitelny v Třebíči. V roce 1837 byla postavena nová škola u věže, roku 1908 i živnostenská pokračovací škola, roku 1919 i měšťanská škola. V roce 1925 bylo v obci otevřeno kino, druhé bylo otevřeno v roce 1933.
V roce 1871 byl založen čtenářský spolek, v roce 1889 hasiči, v roce 1896 hospodářská besídka, v roce 1911 řemeslnický živnostenský spolek a v roce 1924 byla založena Domovina, rybářský spolek. V roce 1919 byly založeny spolky Orel a Sokol. V roce 1974 bylo v obci postaveno zdravotní středisko. V roce 1948 byl Orel rozpuštěn, v letech 1991-2006 se místní nadšenci pokusili obnovit jeho činnost. V roce 2003 skupina bývalých členů Sokola obnovila zašlou slávu TJ Sokol Mohelno a pořádá v obci sportovní akce. Mohelenská chasa pořádá každoročně v polovině října krojované hody. V roce 2021 bylo rekonstruováno zdravotní středisko, v horním patře budovy bylo vybudováno 5 startovacích bytů.
Do roku 1849 patřilo Mohelno do náměšťského panství, od roku 1850 patřilo do okresu Moravský Krumlov, od roku 1868 do okresu Třebíč, mezi lety 1949 a 1960 do okresu Velká Bíteš a od roku 1960 do okresu Třebíč. Do roku 1890 byla součástí obce i vesnice Lhánice.

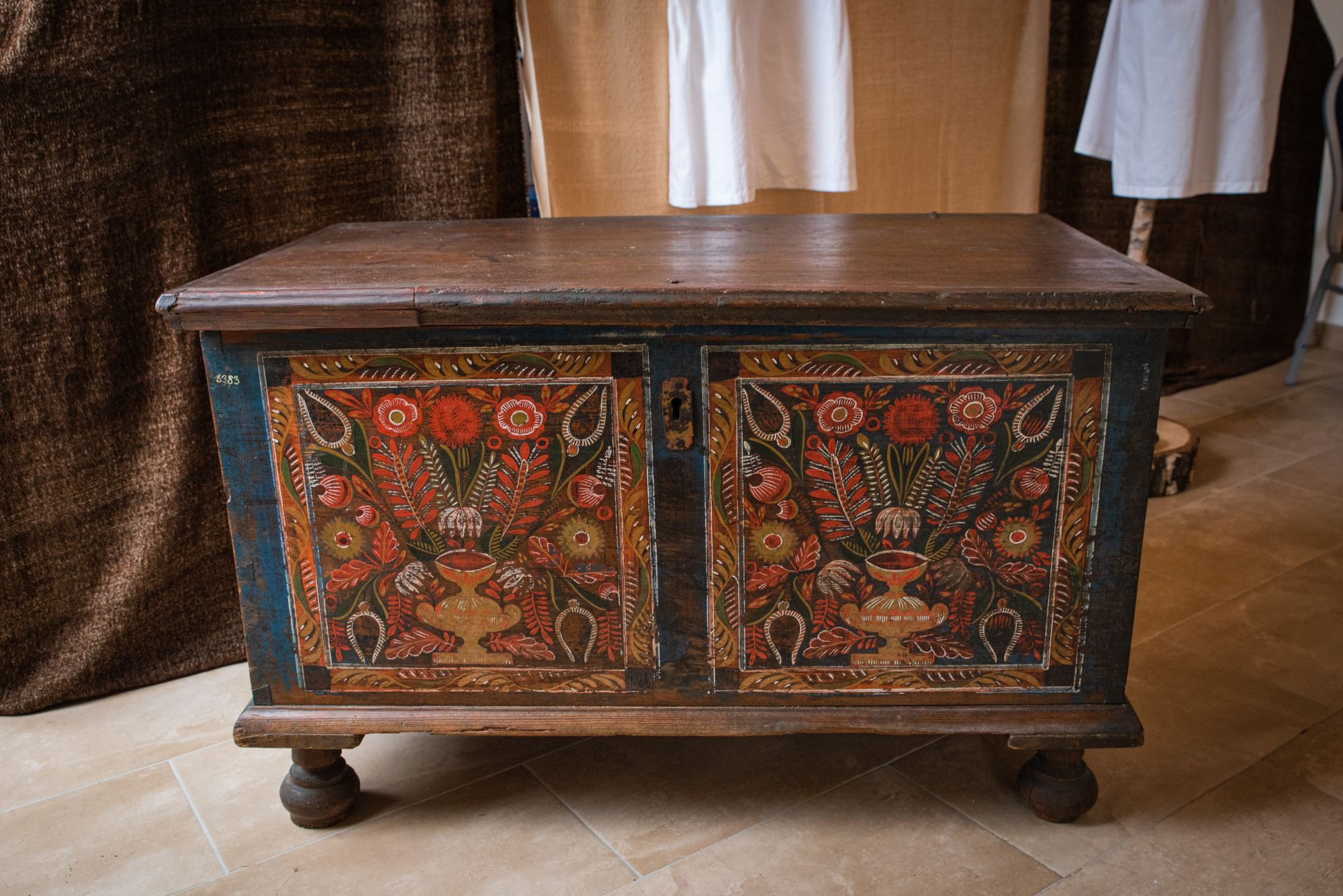
malovaná truhla cca 1850

### Muzeum Mohelenska
Dne 25. srpna 2018 bylo díky místním nadšencům otevřeno muzeum Mohelenska na místní faře ve dvoře. Dne 10. června 2019 bylo muzeum přestěhováno do podkroví Galerie Stodola. Kromě archeologických nálezů, rondelu nebo mohylám se věnuje i výzkumu hadcové stepi nebo významným osobnostem Mohelenska. Muzeum vlastní i malovanou truhlu od Jana Buriana (1813-1889), mistra stolařského z Mohelna.[zdroj?]

## Obyvatelstvo
| Rok            | 1869  | 1880  | 1890  | 1900  | 1910  | 1921  | 1930  | 1950  | 1961  | 1970  | 1980  | 1991  | 2001  | 2011  | 2021  |
| -------------- | ----- | ----- | ----- | ----- | ----- | ----- | ----- | ----- | ----- | ----- | ----- | ----- | ----- | ----- | ----- |
| Počet obyvatel | 1 098 | 1 171 | 1 185 | 1 278 | 1 306 | 1 403 | 1 521 | 1 338 | 1 537 | 1 524 | 1 487 | 1 401 | 1 429 | 1 368 | 1 307 |
| Počet domů     | 159   | 166   | 169   | 186   | 208   | 238   | 312   | 363   | 370   | 370   | 387   | 468   | 480   | 513   | 538   |

## Správa městyse
Od 12. dubna 2007 byl obci vrácen status městyse. Mezi lety 1850 a 1890 a mezi lety 1980 a 1990 k městysi patřily Lhánice.

### Symboly městyse
Vlajka byla městysi udělena rozhodnutím předsedy Poslanecké sněmovny Parlamentu České republiky dne 26. května 2000.

## Politika

### Volby do Poslanecké sněmovny
|       | 2006                 | 2010                 | 2013                 | 2017                 | 2021                 |
| ----- | -------------------- | -------------------- | -------------------- | -------------------- | -------------------- |
| 1.    | ČSSD (38,61 %)       | ČSSD (26,92 %)       | ČSSD (23,23 %)       | ANO (32,0 %)         | ANO (28,95 %)        |
| 2.    | ODS (22,89 %)        | KSČM (19,07 %)       | KSČM (22,94 %)       | KSČM (11,7 %)        | SPOLU (22,19 %)      |
| 3.    | KSČM (20,59 %)       | VV (14,72 %)         | ANO 2011 (17,5 %)    | SPD (10,81 %)        | PŘÍSAHA (14,07 %)    |
| účast | 63,58 % (742 z 1167) | 62,22 % (717 z 1154) | 59,49 % (683 z 1148) | 60,86 % (679 z 1119) | 65,57 % (739 z 1127) |

### Volby do krajského zastupitelstva
|      | 1.                    | 2.                    | 3.                      | účast                |
| ---- | --------------------- | --------------------- | ----------------------- | -------------------- |
| 2000 | KSČM (24,76 %)        | SNK (21,49 %)         | 4KOALICE (19,15 %)      | 21,56 % (243 z 1127) |
| 2004 | KSČM (29,96 %)        | KDU-ČSL (18,28 %)     | SNK (18,28 %)           | 22,01 % (259 z 1177) |
| 2008 | ČSSD (34,57 %)        | KSČM (26,86 %)        | SNK ED (13,31 %)        | 37,1 % (429 z 1159)  |
| 2012 | KSČM (31,72 %)        | ČSSD (26,39 %)        | KDU-ČSL (10,91 %)       | 36,08 % (418 z 1164) |
| 2016 | STAN+SNK ED (22,92 %) | KSČM (16,33 %)        | ANO 2011 (15,47 %)      | 31 % (350 z 1129)    |
| 2020 | ANO (22,15 %)         | KDU-ČSL (13,47 %)     | Piráti (10,47 %)        | 30,13 % (335 z 1112) |
| 2024 | ANO (46,22 %)         | STAN+SNK ED (13,59 %) | ODS+TOP 09+STO (9,36 %) | 30,73 % (335 z 1100) |

### Prezidentské volby
V prvním kole prezidentských voleb v roce 2013 první místo obsadil Miloš Zeman (259 hlasů), druhé místo obsadil Jan Fischer (151 hlasů) a třetí místo obsadil Jiří Dienstbier (131 hlasů). Volební účast byla 66,32 %, tj. 768 ze 1158 oprávněných voličů. V druhém kole prezidentských voleb v roce 2013 první místo obsadil Miloš Zeman (552 hlasů) a druhé místo obsadil Karel Schwarzenberg (189 hlasů). Volební účast byla 64,80 %, tj. 742 ze 1145 oprávněných voličů.
V prvním kole prezidentských voleb v roce 2018 první místo obsadil Miloš Zeman (379 hlasů), druhé místo obsadil Jiří Drahoš (154 hlasů) a třetí místo obsadil Marek Hilšer (73 hlasů). Volební účast byla 66,84 %, tj. 750 ze 1122 oprávněných voličů. V druhém kole prezidentských voleb v roce 2018 první místo obsadil Miloš Zeman (520 hlasů) a druhé místo obsadil Jiří Drahoš (265 hlasů). Volební účast byla 70,81 %, tj. 786 ze 1110 oprávněných voličů.
V prvním kole prezidentských voleb v roce 2023 první místo obsadil Andrej Babiš (298 hlasů), druhé místo obsadil Petr Pavel (246 hlasů) a třetí místo obsadila Danuše Nerudová (126 hlasů). Volební účast byla 72,17 %, tj. 795 ze 1103 oprávněných voličů. V druhém kole prezidentských voleb v roce 2023 první místo obsadil Petr Pavel (413 hlasů) a druhé místo obsadil Andrej Babiš (377 hlasů). Volební účast byla 72,80 %, tj. 795 ze 1092 oprávněných voličů.

## Pamětihodnosti
- Blízko obce se nachází národní přírodní rezervace Mohelenská hadcová step
- Jižně od obce se nachází vodní nádrž Mohelno, ze které dále vytéká řeka Jihlava. Její součástí je vodní elektrárna Mohelno, která slouží i k čerpání vody chladicí reaktory jaderné elektrárny Dukovany, situované dva kilometry jižně od nádrže.
- Kostel všech svatých s třípatrovou věží z konce 15. století, původně kostel v Mohelně existoval již ve 13. století[4]
- Renesanční radnice z roku 1546
- Barokní fara z roku 1775
- Socha svatého Jana Nepomuckého z 18. století
- Empírová budova školy z roku 1836
- Žulový pomník s básní Jana Skácela, který připomíná činnost partyzánské skupiny Josefa Hybeše
- Boží muka Antoníček
- Mohelský mlýn z roku 1938, terénní stanice Ústavu biologie obratlovců Akademie věd ČR

## Osobnosti
- Svatopluk Bobeš (1885–1974), vlastním jménem Josef Svoboda, malíř, působil v Mohelně, žil na samotě pod mohelenskou stepí
- Vladimír Brůža (1899–1975), pedagog, spisovatel a konstruktér
- Jan Tomáš Dusík (1817–1874), varhaník
- Václav Jiří Dusík (1751–1815), varhaník a operní pěvec
- Rudolf Dvořák (1874–1945), pedagog, přírodovědec
- Jindřich Kerndl (* 1929), matematik
- Jan Maria Krejčí (* 1946), malíř a grafik
- Jan Noha (1894–1982), kněz
- Josef Neruda (1807–1875), varhaník a pedagog
- František Nováček (1897–1944), botanik a pedagog
- Vladimír Nováček (1918–1999), kněz a prelát
- Miroslava Rybárová (* 1927), partyzánka
- Karel Šandera (1903–1959), chemik
- Julius Tvrzník (1875–1950), novinář
- Ida Urbánková (1882–?), muzikoložka
- František Veselý (1903–1977), matematik

## Galerie

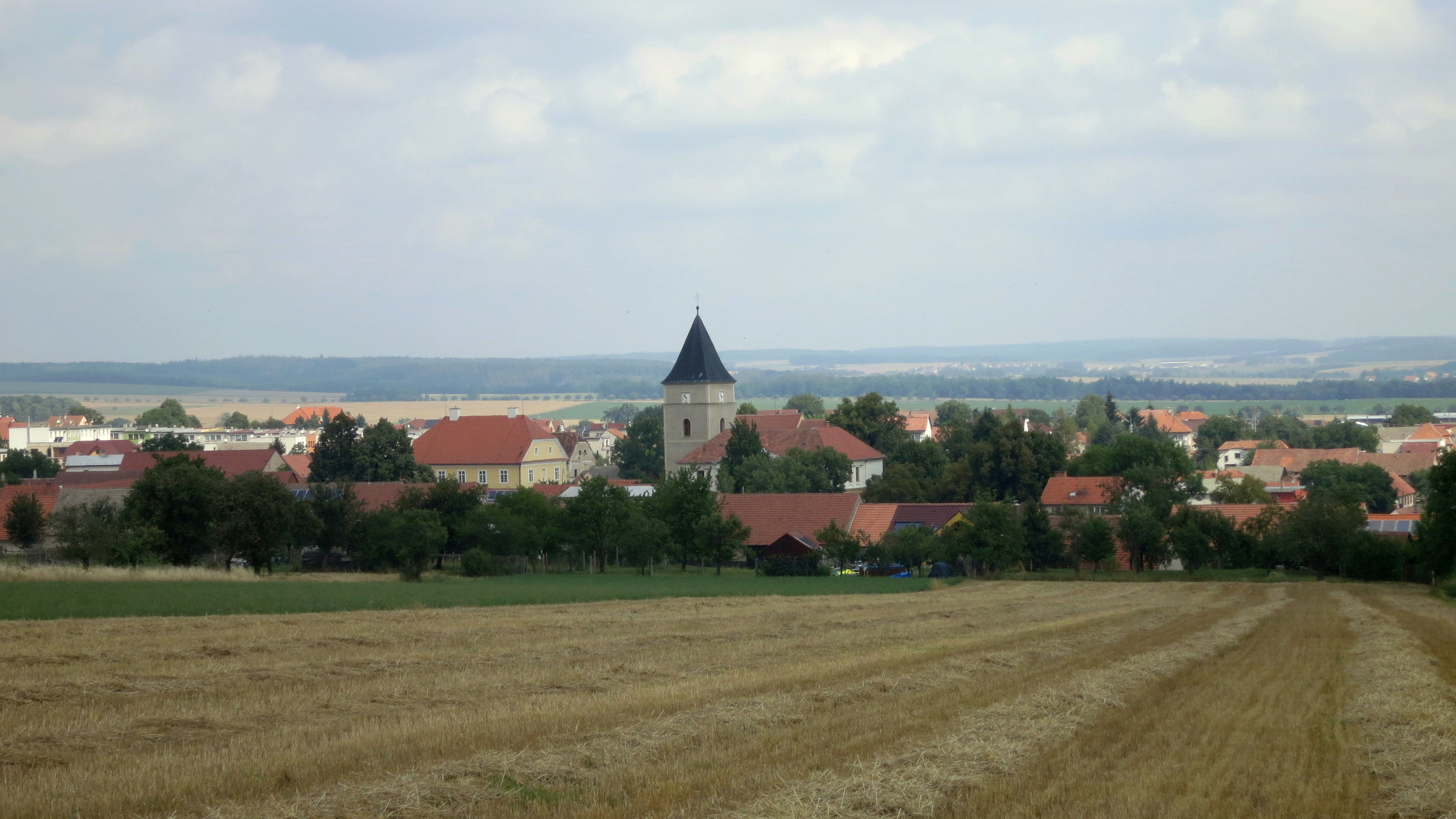
Celkový pohled
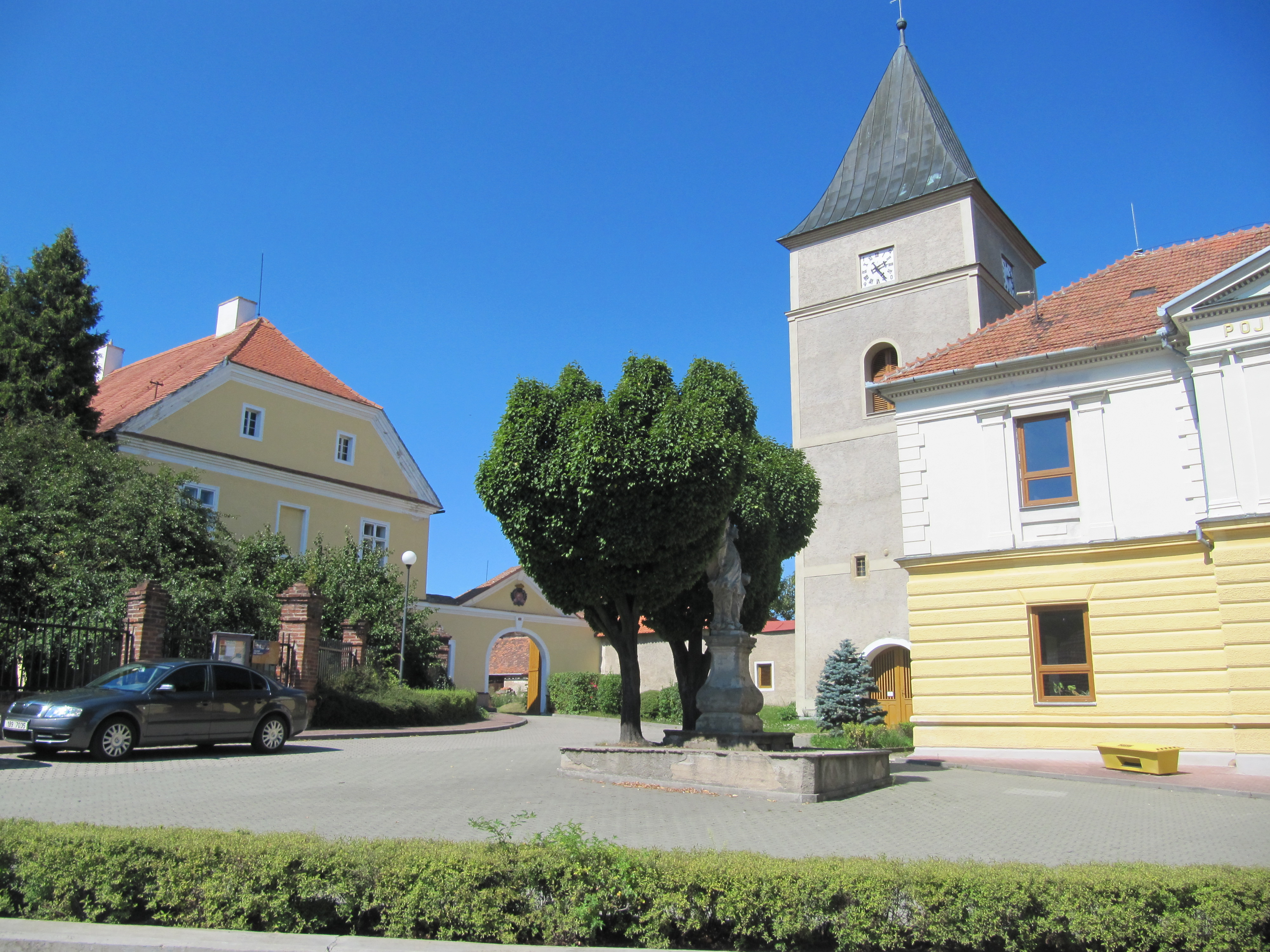
Fara a kostel Všech svatých
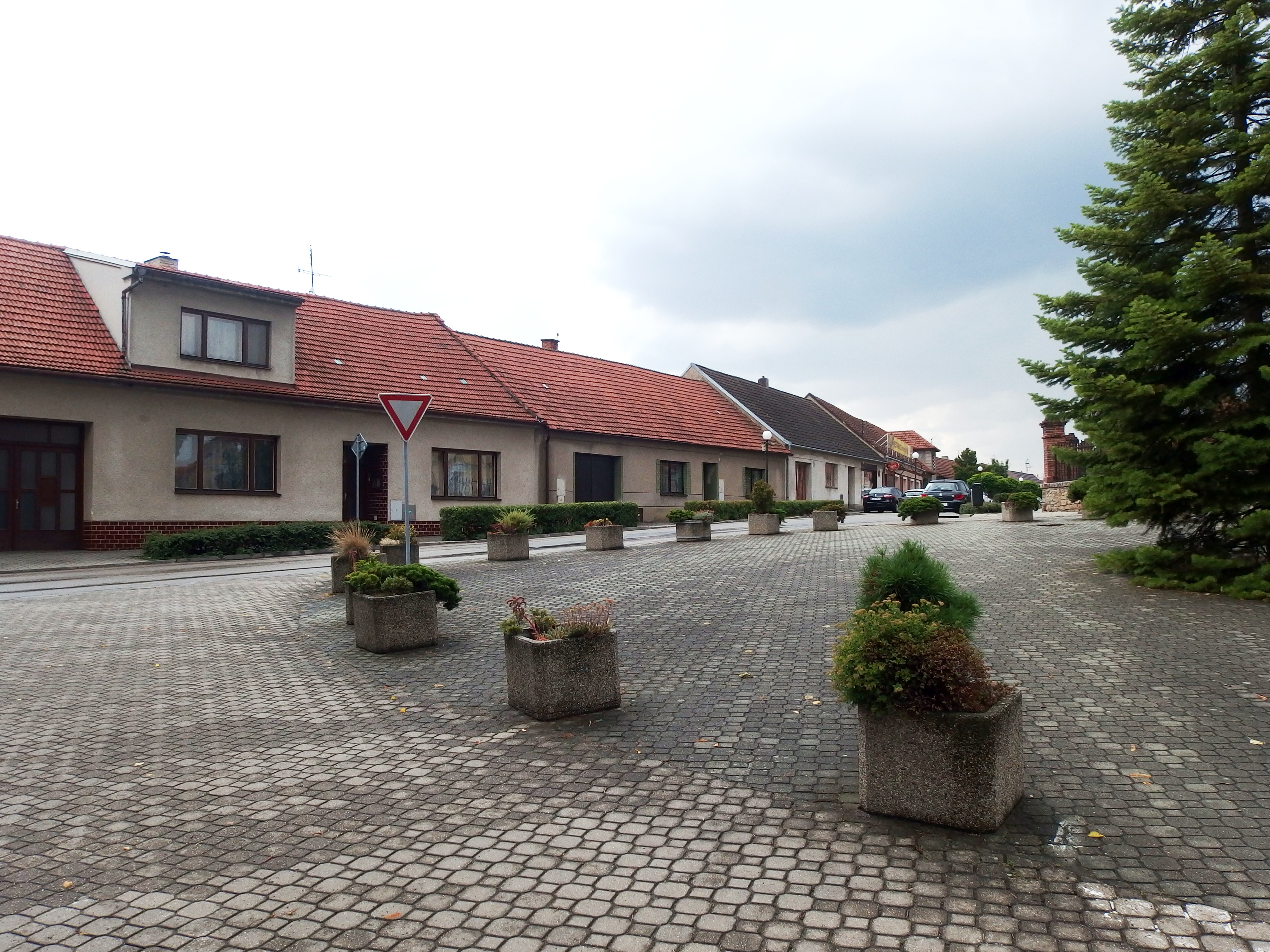
Náměstí
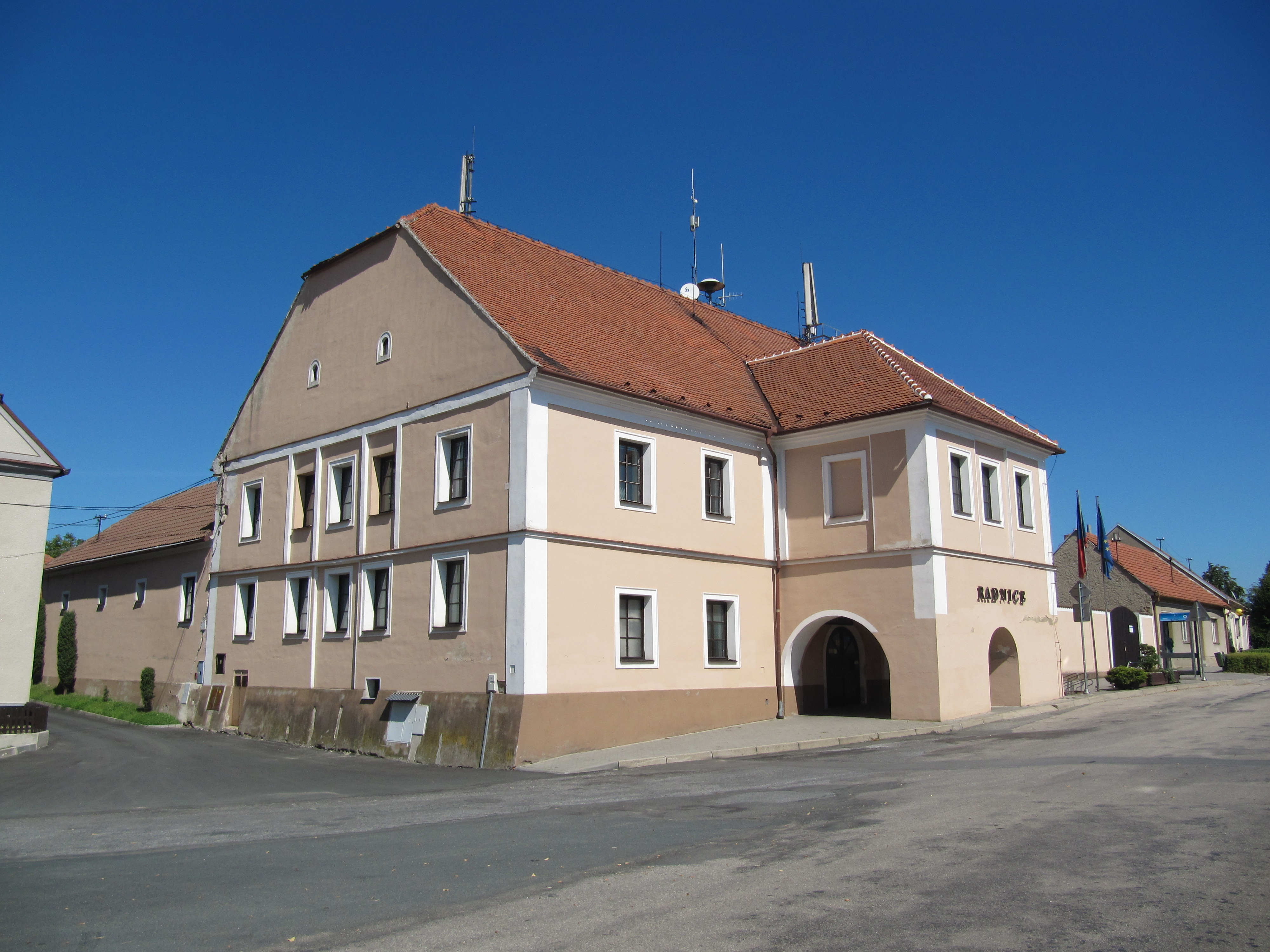
Renesanční radnice z roku 1546
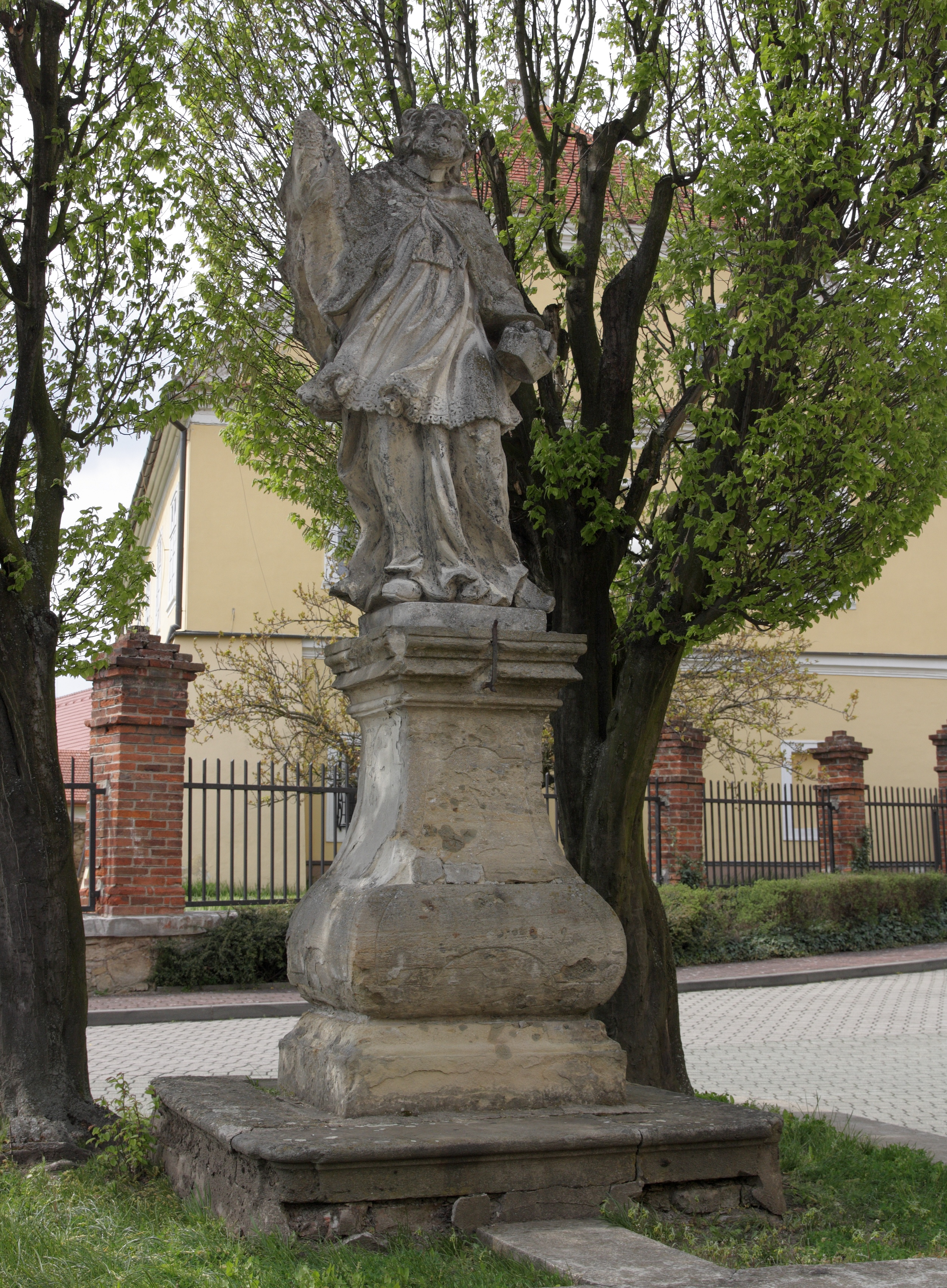
Socha svatého Jana Nepomuckého
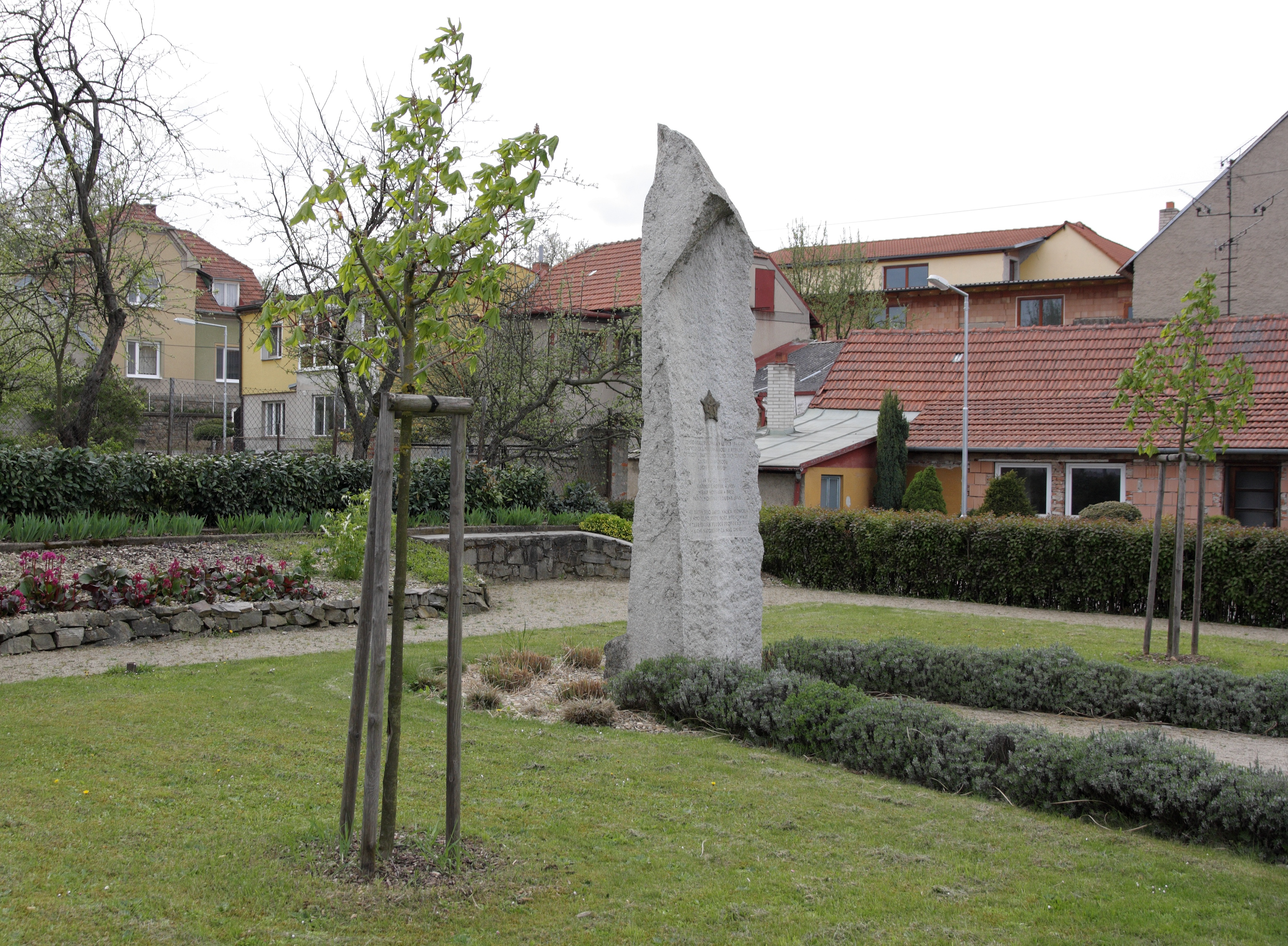
Pomník obětem 2. světové války
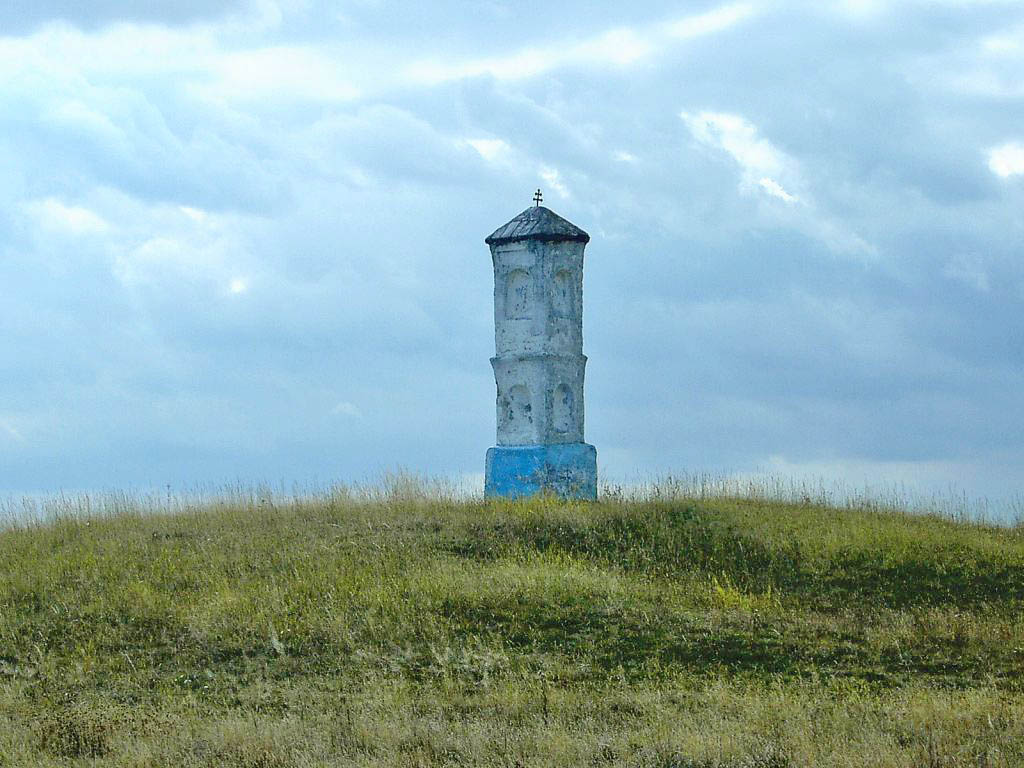
Boží muka svatý Antoníček
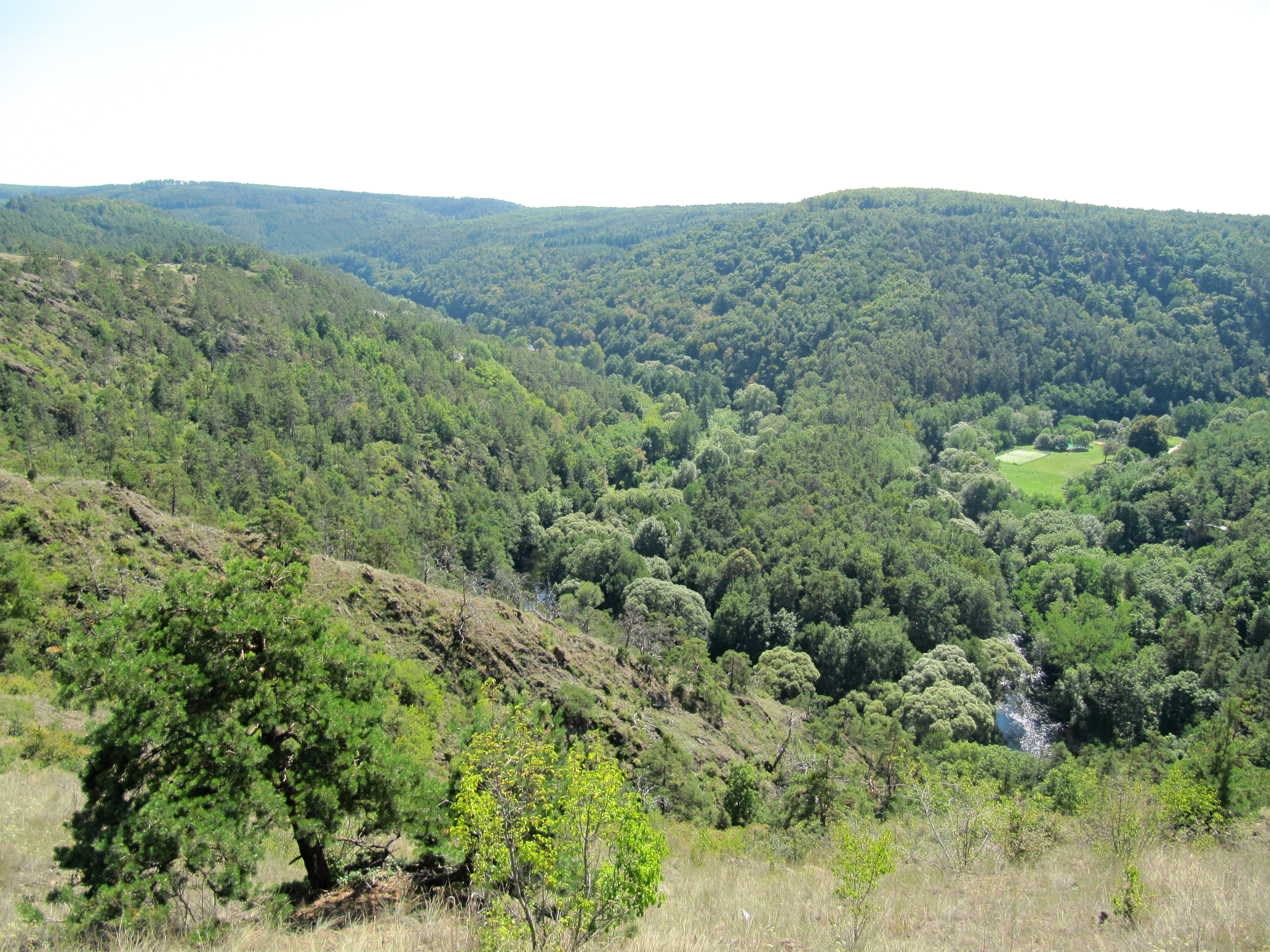
Mohelenská hadcová step a meandr Jihlavy
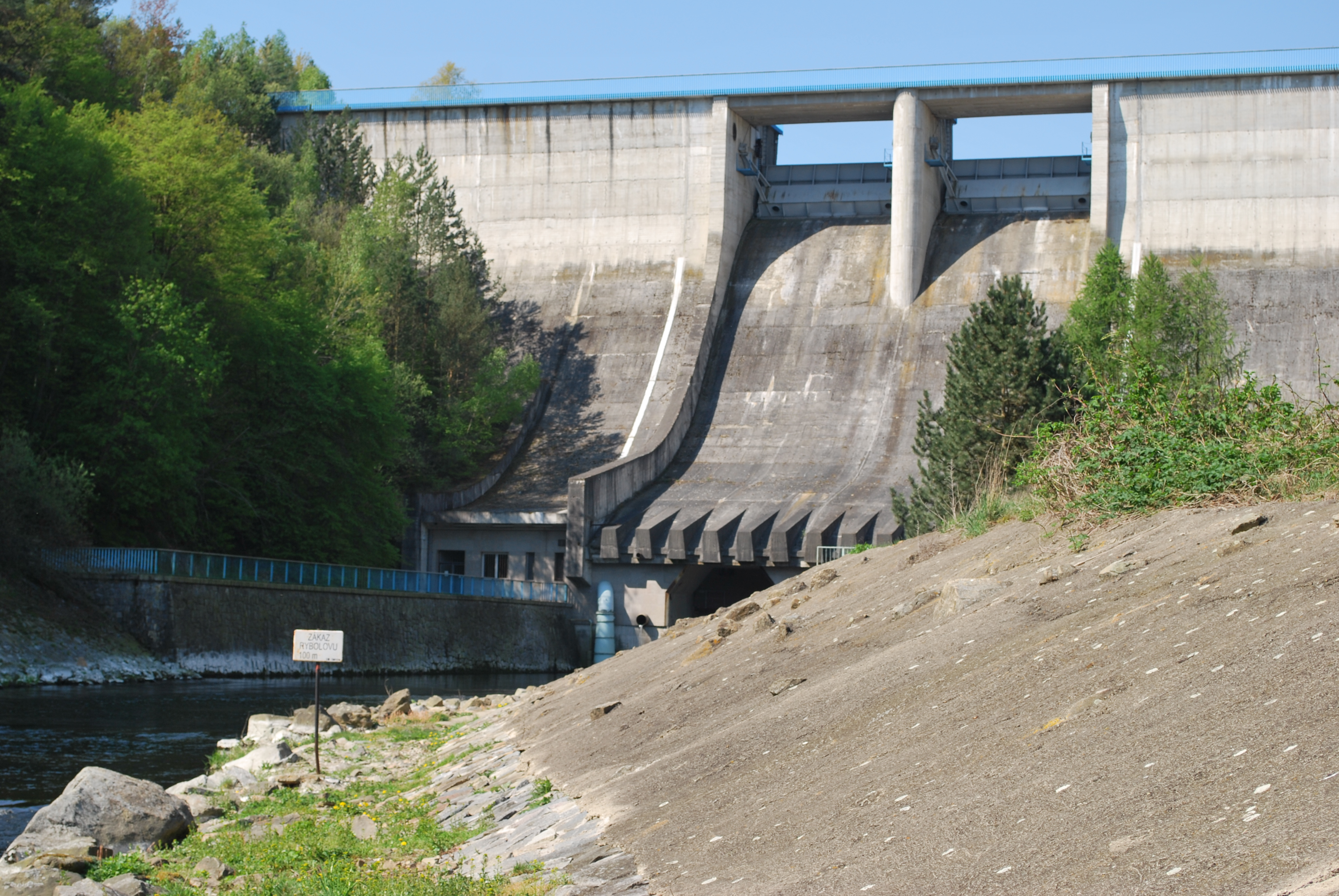
Hráz nádrže Mohelno

## Farnost Mohelno
Římskokatolická farnost Mohelno se nachází v brněnské diecézi, v třebíčském děkanství.
Do farnosti patří pět obcí: Mohelno, Senorady, Kladeruby nad Oslavou, Lhánice a Kramolín. V těchto obcích žije asi 2350 obyvatel. Obyvatelé jsou buď katolíci nebo bez vyznání. Na území farnosti je NPR Mohelenská hadcová step, rozhledna Babylon, přírodní park Střední Pojihlaví, mohelenská a Dalešickou vodní nádrž s lodní dopravou a malebná údolí řek Oslavy a Chvojnice.